# Ľudovítová
Ľudovítová (in ungherese Lajos) è un comune della Slovacchia facente parte del distretto di Nitra, nella regione omonima.